# Nilgiritahr
Nilgiritahr (Hemitragus hylocrius eller Nilgiritragus hylocrius) är ett partåigt hovdjur som tillhör underfamiljen getdjur.

## Kännetecken
Arten liknar getter i utseende. Den når en kroppslängd mellan 110 och 150 centimeter, en mankhöjd mellan 80 och 100 centimeter samt en svanslängd mellan 10 och 15 centimeter. Det är den största arten som kallas tahr. Hannar är med en vikt mellan 80 och 100 kilogram betydligt tyngre än honor som blir omkring 50 kilogram tunga.
I motsats till himalayatahr är pälsen kort. Honor och unga hannar har en gulgrå pälsfärg och på djurens rygg finns en mörkare strimma. Hos äldre hannar blir pälsen mörkbrun till svart och på deras rygg är ett silvergrått mönster synligt som påminner om en sadel. Även i ansiktet av äldre hannar förekommer två silverfärgade strimmor.
Hos bägge kön finns jämförelsevis små horn som är böjda bakåt. Hos hannar blir hornen upp till 45 centimeter långa, honor har smalare horn av upp till 30 centimeters längd.

## Utbredning och habitat
Arten är endemisk för Nilgiribergen i södra Indien som sträcker sig över delstaterna Kerala och Tamil Nadu. Habitatet utgörs av grästäckta bergstrakter mellan 1 200 och 2 500 meter över havet.

## Levnadssätt
Nilgiritahr är främst aktiv på skymningen och gryningen. Under dagens hetare timmar vilar de i skuggan av klippor. De har särskilt bra förmåga att klättra på klippor. Nilgiritahr är växtätare och livnär sig främst av gräs och örter.
Artens sociala beteende är variabelt. Den lever delvis i grupper som ofta består av 20 till 70 individer men flockar med 100 individer förekommer likaså. Honor bildar flockar med sina ungdjur och hannar lever i egna grupper eller ensamma. Under parningstiden förenas hannarnas flockar med honornas flockar men det finns även berättelser om blandade flockar över hela året. Hannarna strider med varandra om rätten att para sig och vissa individer dör under striden.
Parningstiden infaller mellan juni och augusti och efter dräktigheten som varar i 180 till 190 dagar föder honan i januari eller februari sina ungar. Vanligen föds bara ett ungdjur men tvillingar förekommer i sällsynta fall. Efter 4 till 6 månader sluter honan att ge di och ungarna är efter två till tre år könsmogna.

## Hot
Arten hotas främst genom förstöringen av levnadsområdet samt olaglig jakt. På grund av människans boplatser är populationen uppdelad på flera mindre områden som inte är sammanhängande. Nilgiritahr är en skyddad art i Indien men skyddsåtgärderna kollas inte tillräcklig noga. Hela populationen uppskattas med 2 000 till 2 500 individer och den största sammanhängande populationen med cirka 1 000 individer finns i Eravikulam nationalparken i Kerala.

## Systematik
Enligt traditionell systematik tillhör nigiritahr släktet Hemitragus som även innefattar himalayatahr och arabisk tahr. 2005 utfördes molekylärgenetiska undersökningar av Ropiquet och Hassanin som visade att dessa arter inte är närmare släkt med varandra. Nilgiritahr är däremot en nära släkting till arter i släktet får (Ovis) och därför rekommenderas att lista arten i ett eget släkte, Nilgiritragus. Denna klassificering är inte godkänd av alla zoologer.